# Alphonse Ariëns
Pour les articles homonymes, voir Ariëns.
Alphonse Ariëns ou Alfons Ariëns est un prêtre catholique néerlandais (Utrecht, 26 avril 1860 – Amersfoort, 7 août 1928) qui a joué un grand rôle social. Son nom complet est Alphonse Marie Auguste Joseph Ariëns.
Son procès de béatification est en cours. 